# اندیس خاک سرخ شمال غرب کلاته دامغان
خاک سرخ شمال غرب کلاته دامغان یک اندیس غیرفلزی است که در حوالی شهر دامغان استان سمنان قرار دارد و مادهٔ معدنی موجود در آن، هماتیت است.  